# Surfers Paradise
Surfers Paradise is een plaats in de Australische deelstaat Queensland en telt 18.501 inwoners (2006). Het is een voorstad van de stad Gold Coast en ligt 78 kilometer ten zuiden van Brisbane. De plaats is bekend om zijn hoge flatgebouwen evenals haar uitgestrekte zandstranden.
In 2005 werd er het Q1-gebouw geopend, met 323 meter de hoogste woontoren ter wereld en de op een na hoogste wolkenkrabber op het zuidelijk halfrond.
De plaats staat bekend om zijn stratencircuit waar tot 2008 Champ Car races werden gereden. Vanaf 2009 wordt er jaarlijks een A1GP race gehouden.

## Geboren
- Tabatha Coffey (17 mei 1969), televisiepresentatrice